# Piaski (rejon mostowski)
Piaski (biał. Пескi) – wieś (dawne miasteczko) na Białorusi w rejonie mostowskim obwodu grodzieńskiego, 65 km od Grodna, nad rzeką Zelwianka (lewy dopływ rzeki Niemen).
Prywatne miasto szlacheckie położone było w końcu XVIII wieku w powiecie wołkowyskim województwa nowogródzkiego.
W II Rzeczypospolitej siedziba wiejskiej gminy Piaski.
Podczas okupacji hitlerowskiej, w 1941 roku Niemcy utworzyli getto dla żydowskich mieszkańców. Przebywało w nim około 2000 osób. 2 listopada 1942 roku Niemcy ostatecznie zlikwidowali getto. Żydów wywieziono do obozu w Wołkowysku.
Znajdują tu się parafie: prawosławna (pw. św. Mikołaja Cudotwórcy) i rzymskokatolicka (pw. Matki Bożej Różańcowej).

## Zabytki
- Kościół M. B. Różańcowej z 1918 roku(inne języki)
- Cerkiew św. Mikołaja z ok. 1870 roku(inne języki)